# HD99294
HD99294 — хімічно пекулярна зоря спектрального класу A1, що має видиму зоряну величину в смузі V приблизно 10,1.
Вона  розташована на відстані близько 5528,1 світлових років від Сонця.